# Ostallee (Trier)
Die Ostallee ist eine Innerortsstraße und eine Allee am östlichen Rande der Trierer Altstadt zwischen Südallee und Balduinplatz. Historisch zur Ostallee gehört auch die nach der Trierer Partnerstadt Weimar benannte Weimarer Allee. Beide Straßen sind Teil des Trierer Alleenrings
und gehören zur Denkmalzone Grüngürtel, siehe dazu die Liste der Kulturdenkmäler in Trier-Mitte/Gartenfeld.
Im Zuge der Ostallee befinden sich unter anderem eine Station der Luftüberwachung Rheinland-Pfalz, das längste erhaltene Stück der Trierer Stadtmauer, das Rheinische Landesmuseum, die durch den ersten Trierer Bürgerentscheid überregional bekannt gewordene Tankstelle Blaue Lagune sowie mehrere soziale und administrative Einrichtungen.

## Verlauf
Die Ostallee ist auf ihrer vollen Länge Einbahnstraße. Sie beginnt nahe den Kaiserthermen und endet unweit vom Hauptbahnhof am Balduinplatz. In ihrem Verlauf verbindet sie die Theodor-Heuss-Allee mit der Südallee und passiert unter anderem die Kreuzung Mustorstraße/Gartenfeldstraße.
Im Süden verläuft parallel, von einem Grünstreifen getrennt, die bereits erwähnte Weimarer Allee, gefolgt von der Straße „An der Schellenmauer“, an die im Norden die Balduinstraße anschließt. Die Parallelstraßen sind ebenfalls Einbahnstraße.

## Geschichte und Namensherkunft
Der Name der Straße leitet sich von ihrer Lage am östlichen Rand der mittelalterlichen Altstadt von Trier ab. An ihrer Stelle verliefen bis ins 19. Jahrhundert die mittelalterlichen Befestigungsanlagen der Stadt Trier.

## Kulturdenkmäler und sonstige Bauwerke entlang der Straße
Entlang der Straße verläuft zudem das längste erhaltene Stück der Trierer Stadtmauer. Es umfasst auch die sogenannte Schellenmauer. Am südlichen Abschnitt des Stadtmauerrestes befinden sich die Kaiserthermen, die im Mittelalter in die Stadtmauer einbezogen wurden. In der Straße stehen noch zwei weitere Kulturdenkmäler. Zum einen ist es die Fassade der ehemaligen Gießerei und Maschinenfabrik Laeis, eine der ältesten Trierer Industrieanlagen, und zum anderen eine historistische Villa (Ostallee 21).
An der Ostallee befinden sich außerdem der Haupteingang des Trierer Landesmuseums, das längste erhaltene Stück der alten Stadtmauer, die Stadtwerke Trier, die Ostfront des Mehrgenerationenhauses Trier im ehemaligen Gebäude der Reichsbahndirektion Trier, das Einkaufszentrum Alleencenter in einem ehemaligen Lokschuppen, das Bürgeramt der Verbandsgemeinde Trier-Land sowie die lokale Funkstelle der Landesüberwachung Rheinland-Pfalz. Des Weiteren gibt es in der Straße verschiedene Geschäfte, Praxen und andere Dienstleistungseinrichtungen. 

### Historischer Domkeller
Gegenüber der Ostallee 31, in der Straße An der Schellenmauer, liegt ferner der historische Domkeller, der um 1900 als Weinkeller erbaut wurde. Heute ist der Keller größtenteils mit den Gebäuden der Domschreinerei überbaut. Rechtwinklig zu dem Domkeller liegt ein weiterer Weinkeller, der etwa zu gleicher Zeit entstand. Erst 1959 wurden die beiden Keller miteinander verbunden. Die Anlage zeichnet sich durch ihre seltene Raumform aus. Es ist ein langgestreckter, längstonnengewölbter Hauptraum mit westlich angelegten und durch Mauerzungen voneinander abgesetzten Seitenkammern, deren Quertonnen mit Stichkappen in die Längstonne einschneiden. Zum Weinkeller gehört ein kleiner Eisenkran, der im Grüngürtel zwischen Ostallee und An der Schellenmauer steht.

### Schellenmauer
Zu den Kulturdenkmälern zählt des Weiteren die Schellenmauer, ein Teilstück der historischen Trierer Stadtmauer zwischen Schellenturm und Mustorstraße. Der namensgebende Schellenturm stand an der Ecke Christophstraße/Balduinstraße, wo sich heute der Balduinbrunnen befindet. Der Name des Turms kommt wahrscheinlich daher, dass er wie die Stadttore der Trierer Stadtbefestigung Schellen bzw. kleine Glocken hatte und stets mit einer Nachtwache besetzt war.

### TankstelleBlaue Lagune
Eine im Grüngürtel zwischen den Fahrspuren gelegene und in Trier Blaue Lagune genannte Aral-Tankstelle war der Grund des ersten in Trier durchgeführten Bürgerentscheids. Nachdem der Stadtrat mit der großen Stimmenmehrheit von 41 Stimmen eine Verlängerung des Pachtvertrags abgelehnt hatte, stimmten 73 % der Wähler am 10. Dezember 2017 für den Verbleib der Tankstelle. Auch das Quorum, dass 15 % aller Wahlberechtigten den Antrag unterstützen mussten, wurde erreicht. Eine wichtige Rolle bei der Diskussion spielten die langen Öffnungszeiten des kleinen Tankstellen-Supermarkts.

## Bildergalerie

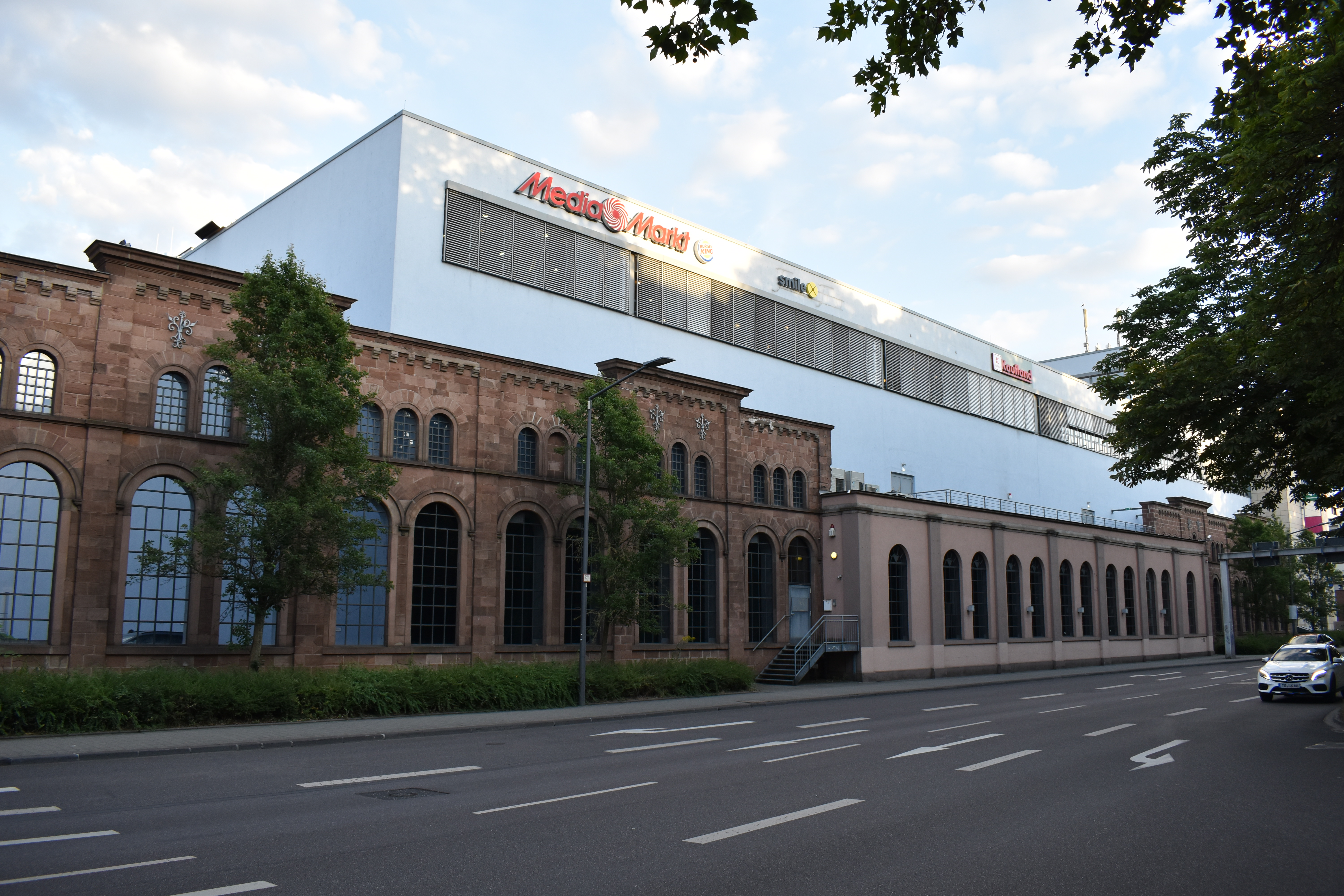
Fassade der ehemaligen Fabrik Laeis
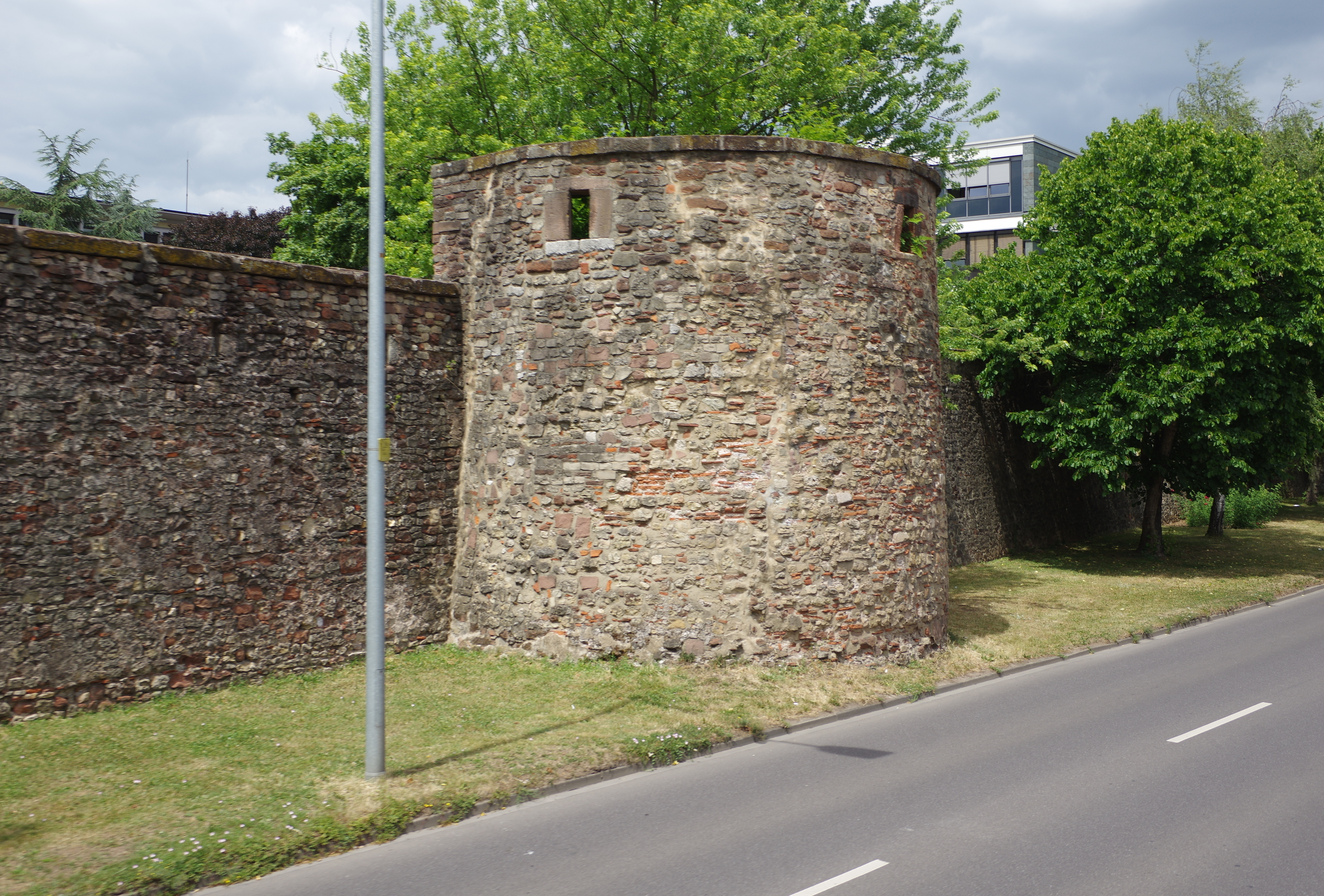
Mittelalterliche Stadtmauer an der Ostallee
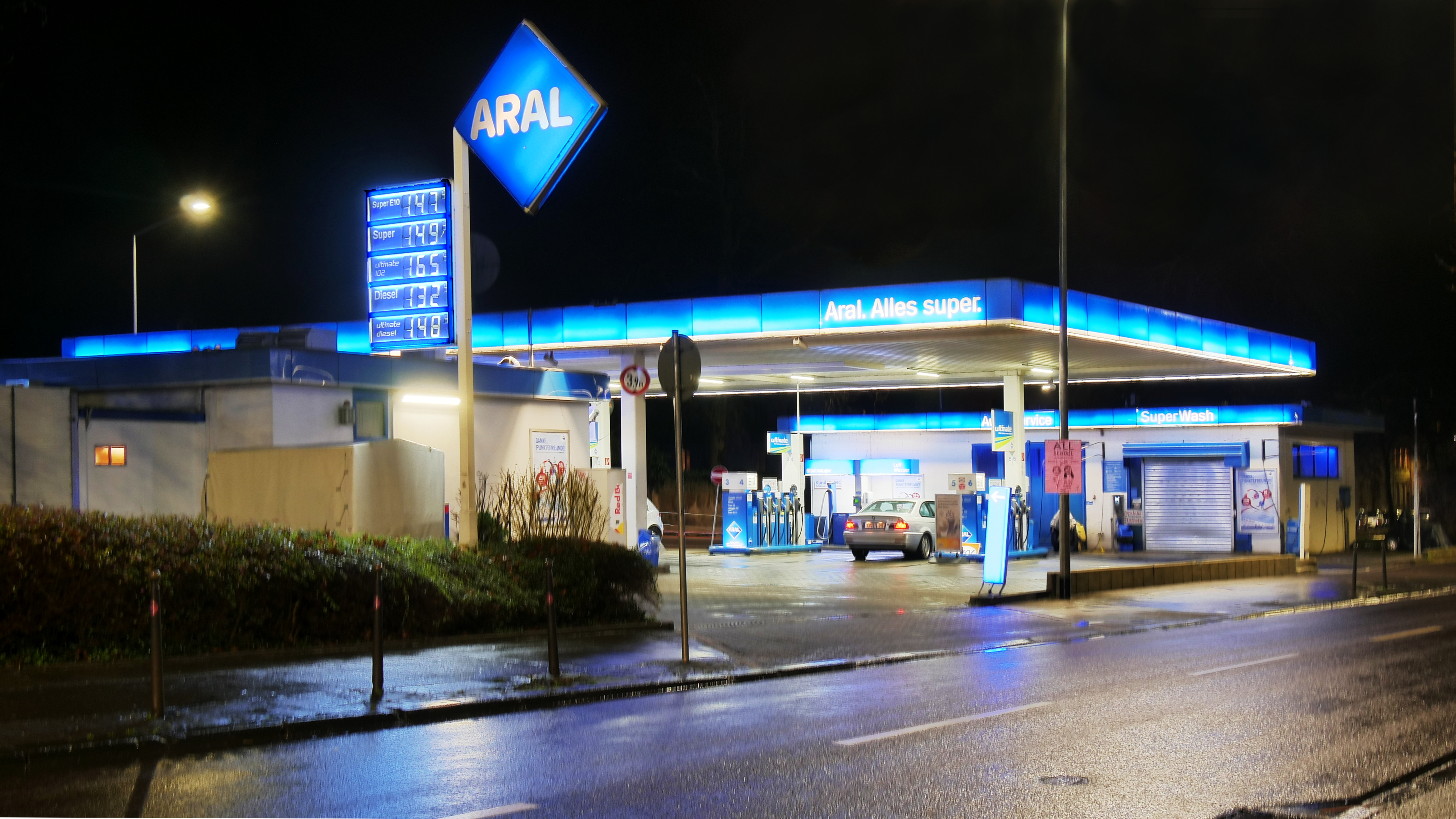
Die so genannte Blaue Lagune
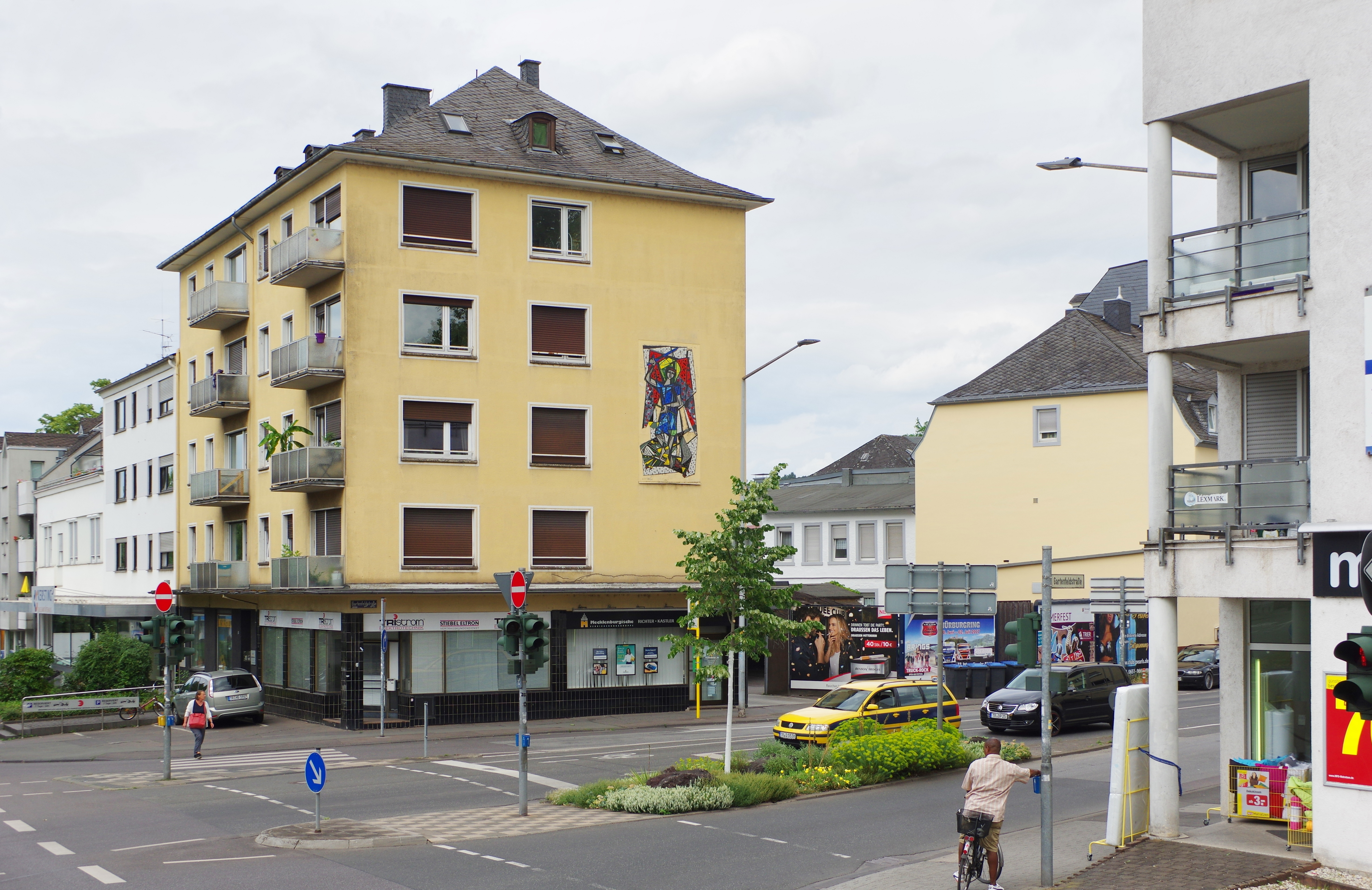
Einmündung der Gartenfeldstraße in die Ostallee